# Liste der Bodendenkmäler in Farchant
Auf dieser Seite sind die Bodendenkmäler in der oberbayerischen Gemeinde Farchant zusammengestellt. Diese Tabelle ist eine Teilliste der Liste der Bodendenkmäler in Bayern. Grundlage ist die Bayerische Denkmalliste, die auf Basis des Bayerischen Denkmalschutzgesetzes vom 1. Oktober 1973 erstmals erstellt wurde und seither durch das Bayerische Landesamt für Denkmalpflege geführt wird. Die folgenden Angaben ersetzen nicht die rechtsverbindliche Auskunft der Denkmalschutzbehörde.

## Bodendenkmäler in Farchant
| Lage                                 | Objekt | Akten-Nr.     | Bild           |
| ------------------------------------ | --- | ------------- | -------------- |
| (Standort)                           | Körpergräber des frühen Mittelalters. | D-1-8432-0007 |                |
| (Standort)                           | Linienverschanzung der frühen Neuzeit (Neue Schanz); siehe Schanzanlagen bei Farchant.                                                               | D-1-8432-0008 |                |
| (Standort)                           | Linienverschanzung der frühen Neuzeit (Schwedenschanze); siehe Schanzanlagen bei Farchant.                                                           | D-1-8432-0009 |                |
| (Standort)                           | Straße der römischen Kaiserzeit. | D-1-8432-0011 |                |
| (Standort)                           | Brandopferplatz der späten Hallstattzeit (Spielleitenkopf).                                                                                          | D-1-8432-0032 |                |
| Schulstraße 2 (Kirchdorf) (Standort) | Untertägige mittelalterliche und frühneuzeitliche Befunde im Bereich der katholischen Pfarrkirche St. Andreas in Farchant und ihrer Vorgängerbauten. | D-1-8432-0039 | weitere Bilder |